# Heliconius erato
Heliconius erato je motýl z čeledi babočkovitých vyskytující se od Mexika přes střední Ameriku až po Argentinu. Poddruhy Heliconius erato se vyvinuly díky jevu známému jako müllerovské mimikry, které sdílejí aposematické vzorce s jinými druhy, aby odradily běžné predátory. Obvykle svým vzhledem (především zbarvením) napodobují jiné druhy rodu Heliconius, nejčastěji H. melpomene, tento druh je napodobován nejméně 20 poddruhy.

## Popis

### Vajíčko
Vajíčka jsou žlutě zbarvená a jsou kladena jednotlivě na špičky listů rostlin rodu mučenka.

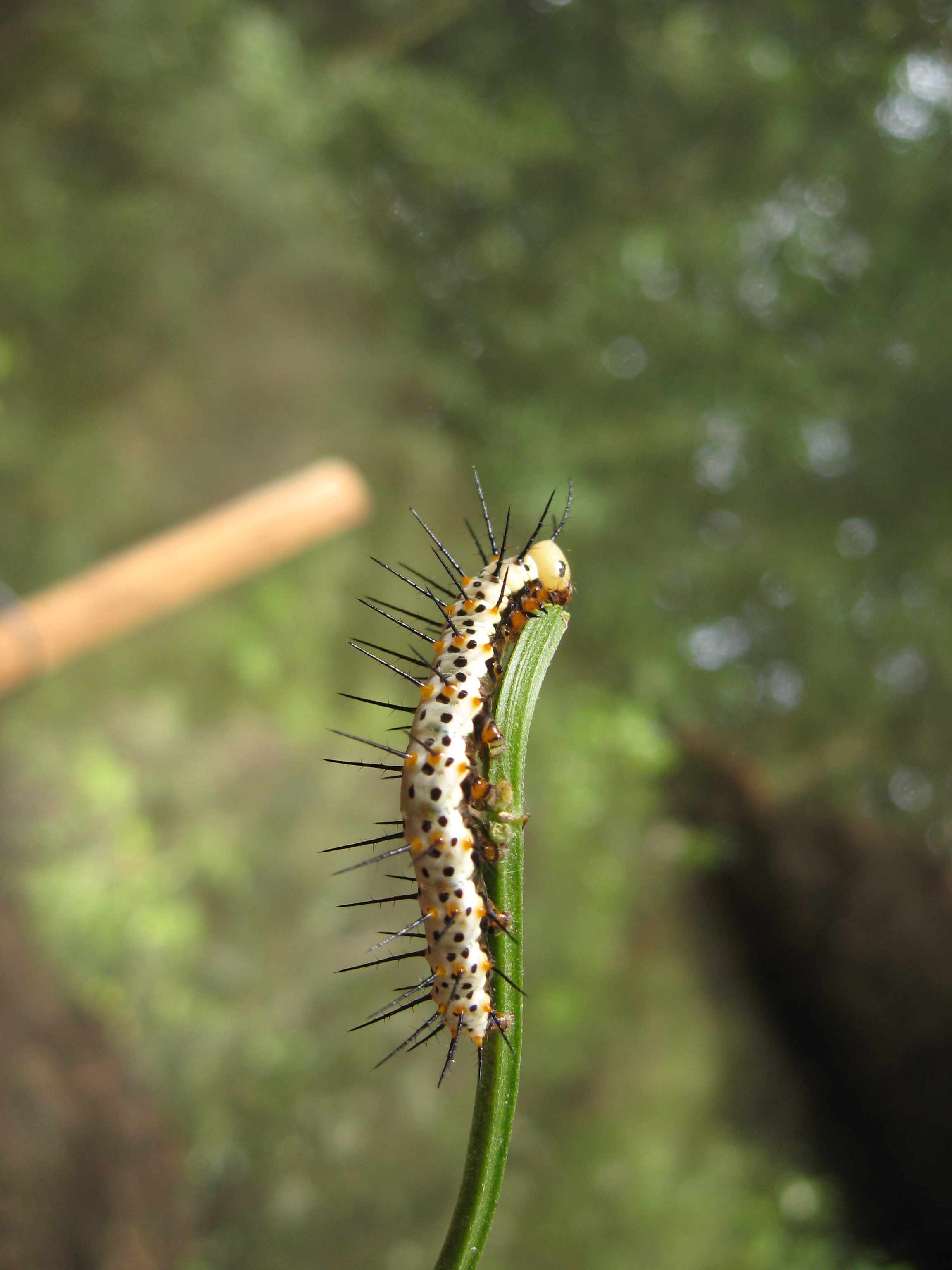
Housenka

### Housenka
Housenky vykazují kanibalistické chování. Když dorostou do své maximální velikosti, jsou zbarveny bíle s černými puntíky a mají černé ostny na hřbetě a bocích. Na hlavě je pár zakřivených černých ostnů.

### Kukla
Kukla je hnědá se zlatými skvrnami na břiše a hrudníku. Svým celkový vzhledem připomíná mrtvý zkroucený list visící na stonku.

### Dospělec
Přední křídla Heliconius erato jsou černá s výrazným červeným pruhem, zadní křídla jsou ve spodní části černá, v horní části se vyskytuje nažloutlý pruh. Rozpětí křídel se pohybuje v rozmezí 6,7–8 cm.

## Výskyt
Heliconius erato se vyskytuje od Mexika až po Argentinu. Obývá tropické a subtropické lesy, létá také na kávových plantážích a na otevřených pastvinách v nadmořské výšce 0–1800 m n. m. V tropických oblastech létá po celý rok.

## Poddruhy
Heliconius erato má 28 poddruhů:
- H. e. adana – Trinidad
- H. e. amalfreda – Guyana, Francouzská Guyana, Surinam, Brazílie
- H. e. amazona – Brazílie
- H. e. amphitrite – Peru
- H. e. chestertonii – Kolumbie
- H. e. colombina – Kolumbie
- H. e. cruentus – Mexiko
- H. e. cyrbia – Ekvádor, Kolumbie
- H. e. demophoon – Nikaragua
- H. e. dignus – Kolumbie
- H. e. emma – Peru
- H. e. erato – nominátní poddruh; Surinam, Francouzská Guyana
- H. e. estrella – Brazílie
- H. e. etylus –  Ekvádor
- H. e. favorinus –  Peru
- H. e. guarica – Kolumbie, Venezuela
- H. e. hydara – Panama, Kolumbie, Surinam, Brazílie
- H. e. lativitta – Brazílie, Ekvádor, Kolumbie
- H. e. lichyi – Venezuela
- H. e. magnifica – Guyana
- H. e. microclea – Peru
- H. e. notabilis – Ekvádor
- H. e. petiverana – Mexiko, Panama, Honduras
- H. e. phyllis – Peru, Bolívie, Brazílie, Paraguay, Uruguay, Argentina
- H. e. reductimacula – Brazílie
- H. e. tobagoensis – Tobago
- H. e. venus – Kolumbie
- H. e. venustus – Bolívie

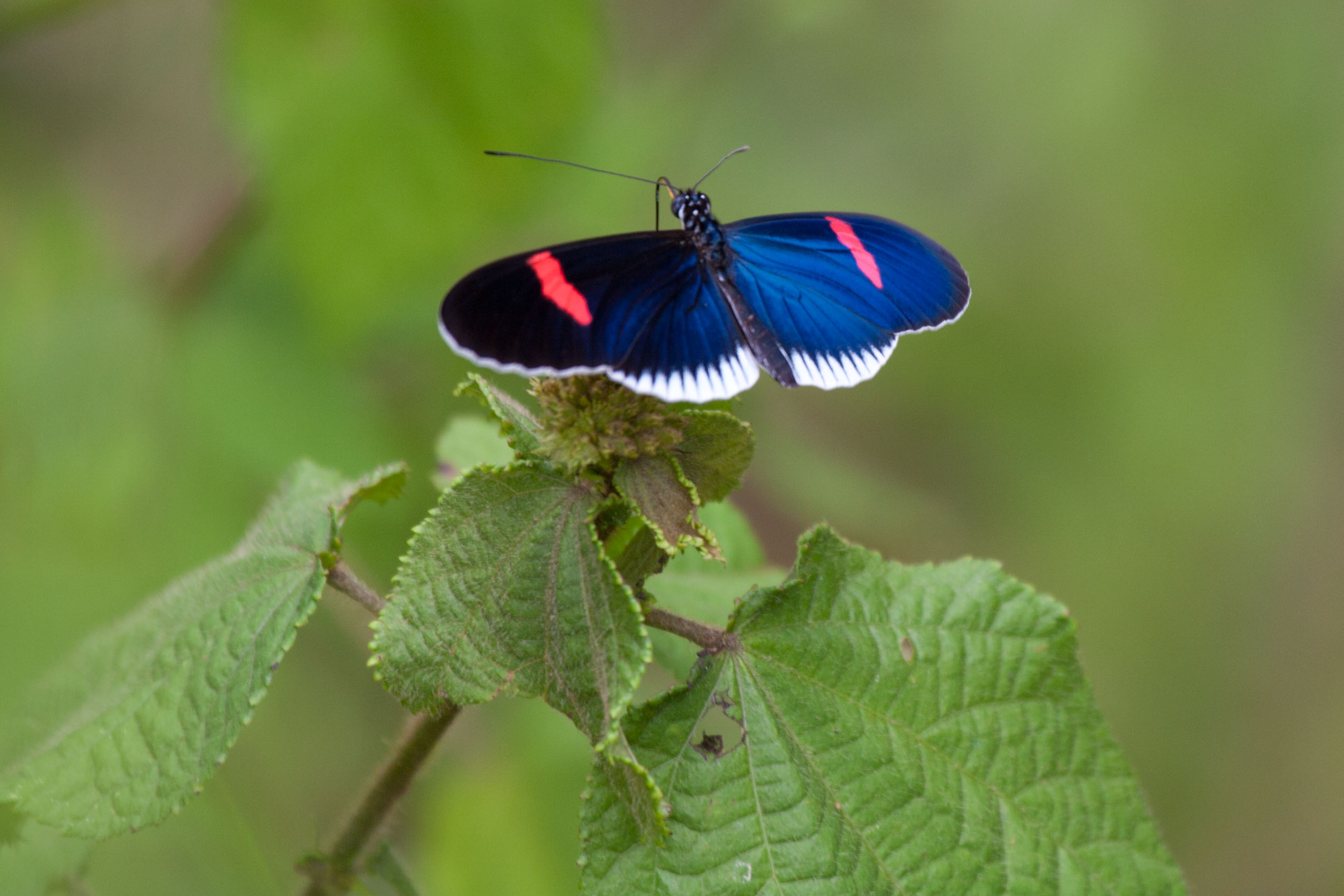
Heliconius erato cyrbia
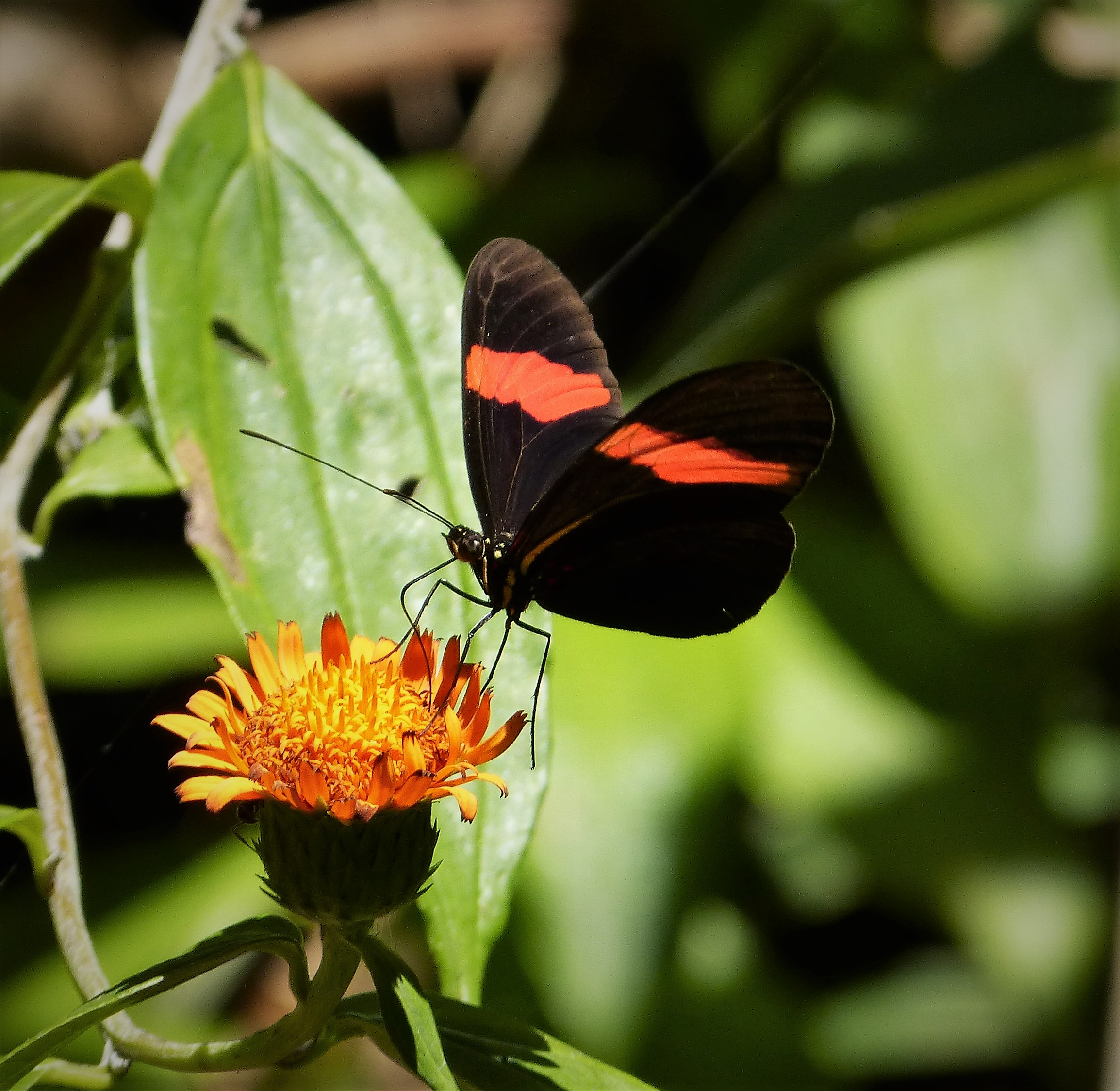
Heliconius erato hydara
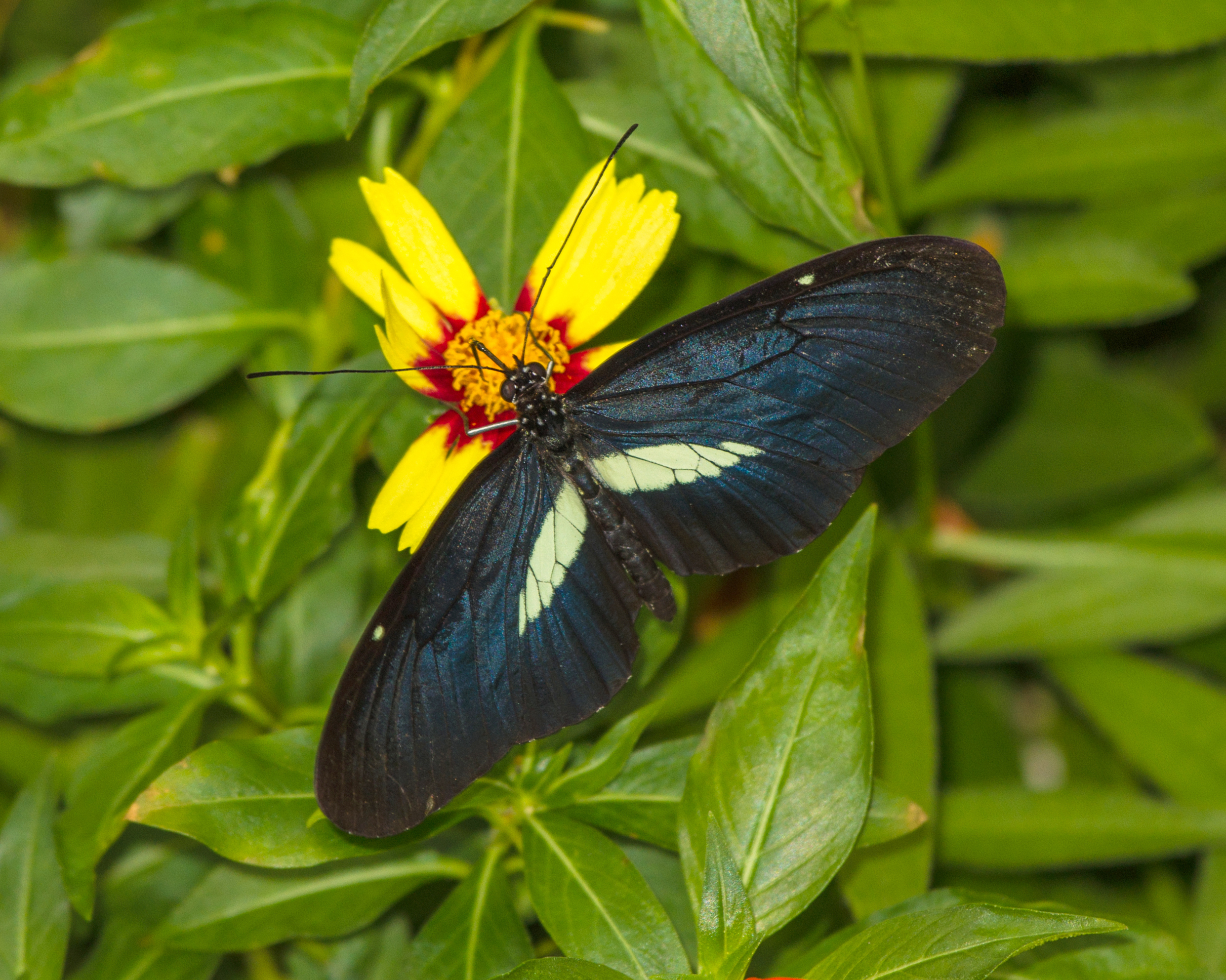
Heliconius erato chestertonii